# Carpenter (Wyoming)
Carpenter es un lugar designado por el censo ubicado en el condado de Laramie en el estado estadounidense de Wyoming. En el año 2010 tenía una población de 94 habitantes.

## Geografía
Carpenter se encuentra ubicado en las coordenadas 41°2′44.18″N 104°21′51.73″O / 41.0456056, -104.3643694. 